# Gaélique de la mer
Le Gàidhlig meadhan na mara, expression que l'on peut traduire par « gaélique écossais du milieu de la mer », « gaélique maritime médian » ou encore « gaélique de la mer », est le nom d'une nouvelle variété intermédiaire et inter-régionale de gaélique écossais. En gaélique, elle porte aussi les noms de « gaélique normalisé » (Gàidhlig bhun-tomhasach)   et de « gaélique mixte » (Gàidhlig mheasgaichte) .
Elle est issue des variétés principales qui sont encore parlées aujourd'hui. 
Les variétés de gaélique écossais qui sont parlées dans le nord-ouest des Highlands et des Hébrides, sont constituées pour la plus grosse part des gaéliques du Ros de l'ouest, des Hébrides extérieures et de l'île de Skye. Comme ces régions cernent la baie de Skye (le Cuan Sgìth en gaélique ou le Minch en anglais), leurs habitants l'appelle Gàidhlig meadhan na mara, littéralement « gaélique du milieu de la mer ». 
En anglais, elle est aussi connue sous les noms de « gaélique du milieu du Minch » (Mid-Minch Gaelic) ,,, « d'hébridien normalisé » (Standard Hebridean) , et de « gaélique de la BCC » (BBC Gaelic).
Comme cela se produit avec le nivellement linguistique d'un espace donné, l'évolution s'accompagne de nombreux changements, comme la croissance des médias gaéliques (tels que BBC radio nan Gàidheal et BBC Alba) et des écoles gaéliques, le déclin des variétés linguistiques périphériques (par exemple ceux du Cataibh ou de la Siorrachd Pheairt) et la migration des populations gaelles vers les grandes villes où elles se mélangent à des gens qui utilisent d'autres variétés de gaélique.

## L'enseignement en gaélique écossais
Selon plusieurs études, les enseignants des écoles primaires gaéliques d'Écosse auraient une tendance particulière à renforcer ce nivellement.
Les enseignants interrogés disent utiliser:
- le gaélique de Leodhas (25 %),
- aucune variété particulière (21 %),
- le gaélique du sud de Uibhist (17,5 %),
- le gaélique de l'île de Skye (9 %),
- les gaéliques de Barraigh, du Hearadh ou du nord de Uibhist (8 %).

Les recherches du professeur Claire Nance sur la question ont montré que les étudiants des écoles gaélique de Glasgow avaient un « accent de Glasgow ». Cette variété de gaélique a en effet subi l'influence de l'anglais de Glasgow. Elle utilise la musicalité de cette variété d'anglais et a perdu trois consonnes sonnantes gaéliques : le « n », le « l » et le « r ». En effet, dans la langue gaélique écossaise, ces consonnes peuvent être prononcées de trois manières différentes, dans le cas du « l ».